# フェリクス・ミコルタ
フェリクス・アンドレス・ミコルタ（Félix Andrés Micolta, 1989年11月30日 - ）は、コロンビア・ナリーニョ県エル・チャルコ出身のプロサッカー選手。オンセ・カルダス所属。ポジションはフォワード。

## 来歴
2007年にアトレティコ・ブカラマンガでデビュー。2009年にオンセ・カルダスに移籍。2011年、デポルテス・トリマに移籍。2012年、デポルティーボ・カリに移籍。
2012年6月、アトレティコ・ナシオナルと3年間の契約を結んだ。2013年7月、インデペンディエンテ・サンタフェに期限付き移籍。2014年7月、ポルトガルのCSマリティモに期限付き移籍。
2015年、6ヶ月の短期契約でインデペンディエンテ・メデジンに移籍。2016年、FCフアレスに移籍。
2016年12月24日、メキシコ1部のチアパスFCに移籍。
2017年6月8日、プエブラFCに移籍。2018年1月23日、アメリカ・デ・カリに期限付き移籍。2018年6月、プエブラに復帰。
2019年2月14日、J2・アビスパ福岡に期限付き移籍。同シーズンで10試合1得点を記録。シーズン終了を以て退団し、プエブラFCに復帰した。

## 人物
2020年7月18日、母国のサンティアゴ・デ・カリで強盗に銃撃され、右足に軽傷を負った。

## 個人成績
| 国内大会個人成績 | 国内大会個人成績 | 国内大会個人成績 | 国内大会個人成績 | 国内大会個人成績 | 国内大会個人成績 | 国内大会個人成績 | 国内大会個人成績 | 国内大会個人成績 | 国内大会個人成績 | 国内大会個人成績 | 国内大会個人成績 |
| 年度             | クラブ           | 背番号           | リーグ           | リーグ戦         | リーグ戦         | リーグ杯         | リーグ杯         | オープン杯       | オープン杯       | 期間通算         | 期間通算         |
| 年度             | クラブ           | 背番号           | リーグ           | 出場             | 得点             | 出場             | 得点             | 出場             | 得点             | 出場             | 得点             |
| 日本             | 日本             | 日本             | 日本             | リーグ戦         | リーグ戦         | リーグ杯         | リーグ杯         | 天皇杯           | 天皇杯           | 期間通算         | 期間通算         |
| ---------------- | ---------------- | ---------------- | ---------------- | ---------------- | ---------------- | ---------------- | ---------------- | ---------------- | ---------------- | ---------------- | ---------------- |
| 2019             | 福岡             | 18               | J2               | 10               | 1                | -                | -                |                  |                  |                  |                  |
| 通算             | 日本             | 日本             | J2               | 10               | 1                | -                | -                |                  |                  |                  |                  |
| 総通算           | 総通算           | 総通算           | 総通算           | 10               | 1                | 0                | 0                |                  |                  |                  |                  |

## タイトル
オンセ・カルダス
- カテゴリア・プリメーラA : 2009アペルトゥーラ, 2010フィナリサシオン

アトレティコ・ナシオナル
- コパ・コロンビア（英語版）: 2012
- カテゴリア・プリメーラA : 2013アペルトゥーラ